# USS Hawes (FFG-53)
USS Hawes (FFG-53) — 47-й фрегат типа «Оливер Хазард Перри». Корабль назван в честь американского контр-адмирала Ричарда Э. Хэйеса (англ. Richard E. Hawes) (1894—1968).
Корабль был заложен на верфи Bath Iron Works 26 августа 1983 г., спущен на воду 18 февраля 1984, введён в состав флота 9 февраля 1985 на военно-морской базе Норфолк. Списан 10 декабря 2010 года.

## Участие в военных действиях
12 октября 2000 г. фрегат Hawes был вовлечён вместе эсминцем УРО «Дональд Кук» в операцию по обеспечению ремонтом и продовольствием атакованного террористами в порту Адена эсминца «Коул».
На 2006 г. портом эсминец находился в составе 22-й эскадры эсминцев, базирующейся на ВМБ Норфолк. 